# Omkareshwar
Omkareshwar est une ville sainte du Madhya Pradesh, située sur la Narmada, l'une des sept rivières sacrées de l'Inde.
Cette ville est en cours de transformation par l'aménagement d'un réseau de grands barrages.
Omkareshwar est l'un des 12 centres de pèlerinage (jyotirlinga) les plus importants pour les shivaites (hindouistes adorateurs de Shiva).